# 스콧 정크
스콧 정크(Scott Junk)는 미국의 종합격투기 선수다.

## 킥복싱 전적
- 2전 0승 2패(0 KO)

| 경기일자        | 상대            | 결과 | 내용           | 대회                       |
| --------------- | --------------- | ---- | -------------- | -------------------------- |
| 2008년 8월 9일  | 김민수          | 패   | 3R 판정        | K-1 월드 GP 2008 in Hawaii |
| 2005년 7월 29일 | 후지모토 유스케 | 패   | 3R 2분 21초 KO | K-1 월드 GP 2005 in Hawaii |

## 정보
키 186cm에 체중 136kg의 육중한 체격이다. 주 베이스는 킥복싱이고, K-1 입식경기를 이번 경기까지 2경기 치렀다. 첫 번째 매치에서는 2005 하와이GP 8강전에서 후지모토 유스케에게 패배했고, 두 번째 대결은 가장 최근에 대한민국의 김민수랑 붙었지만 판정패했다. 그의 소속팀은 MMA Development 소속이다.